# Carson Kressley
Carson Kressley, né le 11 novembre 1969 à Allentown (Pennsylvanie), est une personnalité américaine du monde de la télévision et de la mode. Il est notamment connu pour ses participations à Queer Eye for the Straight Guy et RuPaul's Drag Race.

## Biographie

### Études et design
Carson Kressley a grandi à Orefield (en) en Pennsylvanie. En 1991, il est diplômé en management du Gettysburg College (en), où il est élu Phi Beta Kappa. Il participe alors à des compétitions internationales d'équitation.
Avant de participer à Queer Eye, Kressley est pendant huit ans styliste chez Ralph Lauren.
En 2012, il lance une collection de vêtements pour femmes intitulée Love, Carson.

### Carrière télévisuelle
Kressley devient célèbre en participant de 2003 à 2007 au Fab Fiver de l'émission Queer Eye for the Straight Guy, dont il est le membre spécialisé dans la mode. Il est considéré comme le membre du groupe ayant le plus percé,.
Après l'arrêt de Queer Eye, Kressley participe à de nombreuses émissions télévisées pour donner des commentaires de mode (Good Morning America, E!, The Wendy Williams Show, etc.). Après  plusieurs apparitions dans The Oprah Winfrey Show, Oprah Winfrey propose à Kressley de présenter sa propre émission Carson Nation. L'émission est diffusée à partir de 2011 sur OWN et voit l'animateur aider des Américains à se relooker eux ou leurs amis.
Il devient juge de RuPaul's Drag Race à partir de la septième saison de la série en 2015. Kressley participe également à de nombreuses émissions de téléréalité. En 2011, il apparaît dans Dancing with the Stars au côté d'Anna Trebunskaya. Le duo est éliminé après cinq semaines. En 2017, il participe à The New Celebrity Apprentice (en) pour l'association The True Colors Fund de Cyndi Lauper et à I'm a Celebrity… Get Me Out of Here! Australia pour l'Olivia Newton-John Cancer Wellness & Research Centre.
En 2018, il présente avec Thom Filicia (en) — l'un de ses partenaires de Queer Eye — l'émission Get a Room with Carson & Thom diffusée sur Bravo, dans laquelle ils donnent des conseils de décoration intérieure.
En dehors de ses activités à la télévision, il écrit plusieurs livres et mène une petite carrière d'acteur.

### Vie privée et engagements
Carson Kressley est ouvertement homosexuel. Il fait son coming out à ses parents seulement quelques jours avant la diffusion de Queer Eye, où des personnes homosexuelles (dont il fait partie) relookent des personnes hétérosexuelles.
Carson Kressley vit entre Manhattan et sa ferme de Pennsylvanie, où il élève des Saddlebred. Il est à la tête d'une fortune estimée à sept millions de dollars.
Il s'engage auprès de nombreuses associations, notamment de défense des droits LGBT (GLAAD, The Trevor Project, etc.). Il est également membre du conseil d'administration de True Colors United, une association visant à trouver des solutions pour de jeunes personnes homosexuelles sans abris.